# جي إديت
يعد جي إديت أحد أشهر محررات النصوص المخصصة للعمل على بيئة منصات جنوم ويمكن تنصيبه على أنظمة ماك أو أس أكس وأنظمة مايكروسوفت ويندوز، تم تصميم جي إديت ليكون متعدد المهام وبسيطًا وسهل الاستعمال ويحتوي جي إديت على عدد من الأدوات المخصصة لتحرير الشيفرة المصدرية للبرامج والتطبيقات بالإضافة لدعمه لصيغة التحويل الموحد UTF-8.
تم تصميم جي إديت لإيجاد بيئة بسيطة ومنسقة لواجهة المستخدم الرسومية ليتوافق في ذلك مع فلسفة مشروع جنوم ويعتبر جي إديت محرر النصوص الافتراضي في واجهة سطح المكتب الرسومية جنوم، ويندرج جي إديت تحت قائمة البرمجيات الحرة والمفتوحة المصدر، ويستخدم وفق شروط رخصة جنو العمومية.

## الميزات
يحوي جي إديت العديد من المزايا ومنها:
- يدعم تعليم الصيغة (أو ما يسمى أيضاً بتمييز الصيغة) للعديد من لغات البرمجة والصيغ المختلفة.
- يدعم علامات التبويب للسماح بتحرير أكثر من ملف (يدعم أيضاً تحريك علامات التبويب في نافذة التحرير).
- يدعم تحرير الملفات عبر شبكات الأتصال باستخدام مكتبات جي في أف أس (GVFS).
- يدعم إرجاع وتقديم الحالة بشكل كامل (undo/redo) بالإضافة لأوامر (البحث) وأوامر (البحث والاستبدال).
- يدعم ترقيم السطور ومطابقة أقواس الترقيم بالإضافة إلى التفاف النصوص بشكل تلقائي على السطور الجديدة (في حال كان طول السطر أو الكلمة يزيد عن طول عرض شاشة التحرير) وتعليم السطر اللحظي ويدعم أيضاً الإزاحة التلقائية لنصوص الشيفرة المصدرية وأخذ نسخ احتياطية للملفات بشكل أوتوماتيكي.
- مدقق لغوي يعمل لعدة لغات بشرية.
- وجود نظام مرن لتمكين الإضافات والتحكم بها ويمكن الوصول إلى هذه الإضافات عن طريق حقيبة جي إديت للإضافات أو عن طريق الويب.
- يدعم وبشكل اختياري وجود قائمة جانبية لعرض الملفات بالإضافة لدعمه إلى متصفح ملفات (يدعم أيضاً وعلى شكل إضافة وجود جزء سفلي من المحرر مخصص لإظهار سطر الأوامر لتنفيذ أوامر النظام وأوامر لغة بايثون).
- وجود نظام يكشف وبشكل أوتوماتيكي إذا ما كان الملف المراد تحريره قد تم فتحه بواسطة تطبيق اّخر ويعرض على المستخدم إعادة تحميل الملف في هذه الحالة.
- يدعم أيضاً طباعة النصوص بما في ذلك عرض ما قبل الطباعة (Print Preview) بالإضافة لطباعة بوست سكريبت وطباعة بي دي أف (PDF)، وتتضمن خيارات الطباعة خط النص وحجم الصفحة واتجاهها (في العربية يتم ذلك من جهة اليمين إلى جهة اليسار والعكس في اللغة الإنجليزية) بالإضافة إلى الهوامش وخيارات الطباعة لعناوين الصفحات وأرقامها وتعليم الصيغة.

## البنية البرمجية
تم تصميم (جي إديت 3) ليكون متوافقاً مع نظام النافذة إكس وتقوم هذه الإصدارة من جي إديت باستخدام مكتبة جتك+ (+GTK)، واستغلال مكتبات منصة (جنوم 3) في عملية تنفيذ الأوامر الداخلية وكذلك الأمر بالنسبة للإصدارة الثانية من جي إديت (جي إديت 2) حيث تعتمد هذه الإصدارة على مكتبات منصة (جنوم 2)، وتجدر الإشارة هنا إلى أن جي إديت 2 كمحرر للنصوص كان جزءاً من تركيبة (جنوم 2) و (ليس مفصولاً عنه ويعتمد عليه) كما هو الحال في الإصدارة الثالثة.
و يعتمد جي إديت على نظام المساعدة في جنوم لعملية توثيق المعلومات ودليل الاستخدام كما ويعتمد أيضاً على نظام الملفات الافتراضي بالإضافة إلى اعتماده على إطار العمل الخاص بجنوم من ناحية الطباعة. وفي عام 2008 تم إطلاق نسخ جي إديت الجاهزة من حيث التنصيب والتنفيذ لأنظمة ماك أو أس أكس ومايكروسوفت ويندوز.

## وصلات خارجية
- جي إديت على موقع Open Hub (الإنجليزية)
- جي إديت على موقع Free Software Directory (الإنجليزية)
- الموقع الرسمي